# Котенко Олег Олексійович

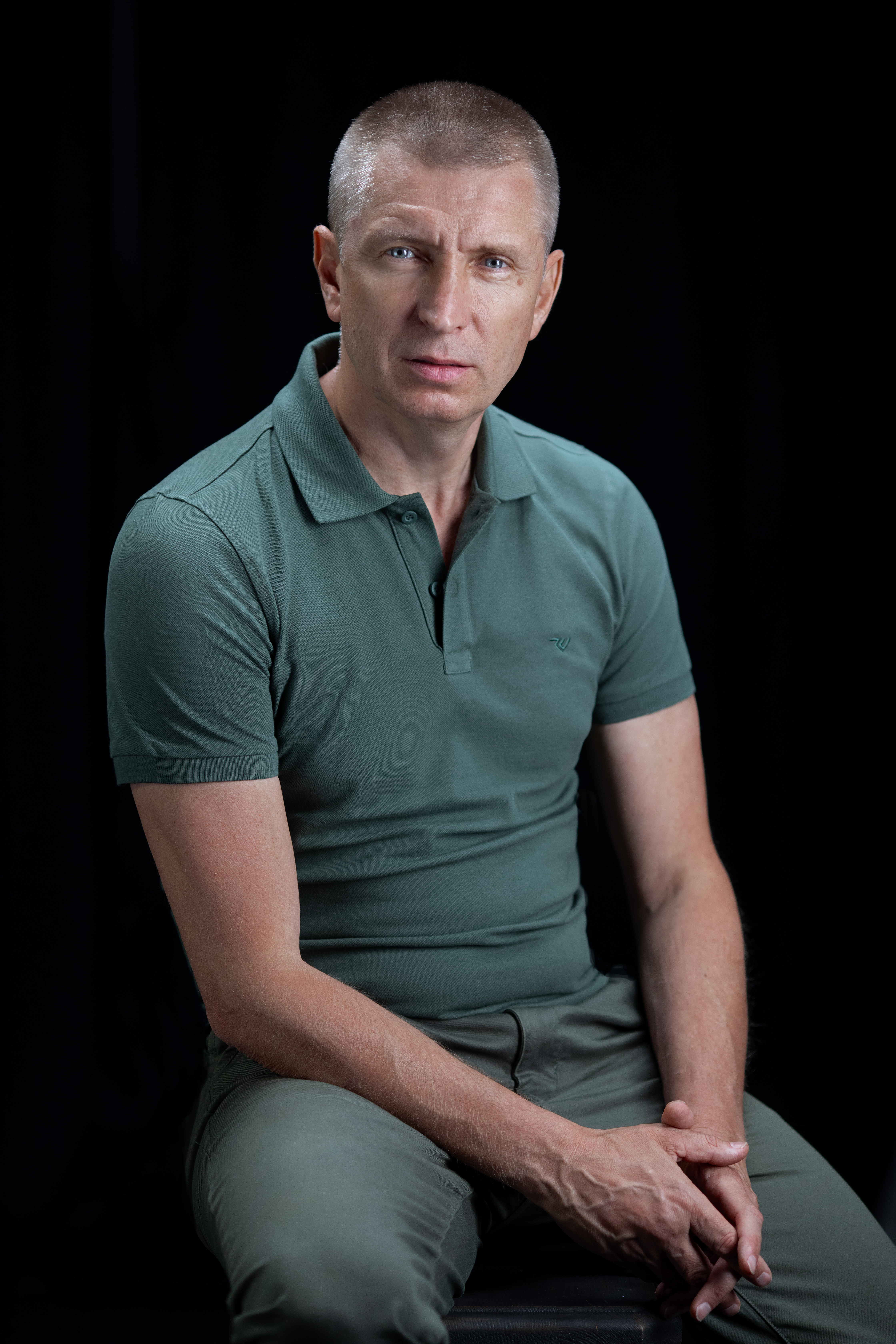
Котенко О. О.

Оле́г Олексі́йович Коте́нко (нар. 24 грудня 1970 у м. Краматорськ, Донецька обл.) — громадський діяч, активний учасник революції Гідності, учасник бойових дій (2014–2017, 2022).
20 травня 2022 — 19 вересня 2023 — Уповноважений з питань осіб, зниклих безвісти за особливих обставин Міністерства з питань реінтеграції тимчасово окупованих територій України.

## Життєпис
Закінчив школу 1988 року в м. Краматорськ. У 2007 році закінчив Донецький Національний Університет економіки і торгівлі ім. Туган-Барановського, за фахом — міжнародна економіка.
1995—2004 — віце-президент СК «Славяне»;
З 2007—2011 — директор ТОВ «Ліга Трейд Україна»;
З 2011—2014 — співвласник ТОВ «Нано Комфорт Технолоджі»;
З 2014—2015 — речник РНБО;
З 2015—2022 — голова ГО «Група Патріот»;
З 2022 — співзасновник ГО «Група Патріот», громадський діяч.

## Діяльність
З 2015—2022 — як голова ГО «Група Патріот», активно займався громадською діяльністю, пріоритетними напрямками якої були:
- Пошук безвісти зниклих військових та цивільних, обмін та звільнення заручників в зоні проведення АТО та на тимчасово окупованих територіях;
- Пошук тіл загиблих, а також поховань на тимчасово окупованих територіях;
- Надання гуманітарної допомоги українським військовим по всій лінії розмежування, реабілітація та допомога воїнам АТО та їх сім'ям;
- Оздоровлення та надання психологічної допомоги дітям із зони проведення АТО.

## Нагороди та відзнаки
- Відзнаки МО України — медаль «За сприяння Збройним Силам України», нагрудний знак «Знак пошани».
- Відзнака Збройних Сил України.
- Відзнаки Служби безпеки України.
- Відзнака Президента України «За гуманітарну участь в антитерористичній операції».
- Медаль «Операція об'єднаних сил. За звитягу та вірність».
- Подяка сенатора США — Джона Маккейна.
- Орден Святителя і Чудотворця Миколая ПЦУ.
- Орден Святого апостола Андрія Первозванного ПЦУ

## Особисте життя
Дружина — Котенко Алла Леонідівна, громадська діячка, головна редакторка видання «Патріот Донбас».
Виховують сина та доньку.